# ۳۵۱ (میلادی)
۳۵۱ (میلادی) سیصد و پنجاه و یکمین سال تقویم میلادی است.

## درگذشتگان
‎